# 水門汀 (喬治亞州)
水門汀（英語：Cement）是位於美國喬治亞州巴托縣的一個鬼鎮。由於此地已於1995年被荒廢，本地已無人居住。

## 地理
水門汀的座標為34°15′40″N 84°57′18″W / 34.26111°N 84.95500°W，而該地的平均海拔高度為228米（即748英尺）。